# 热熔胶

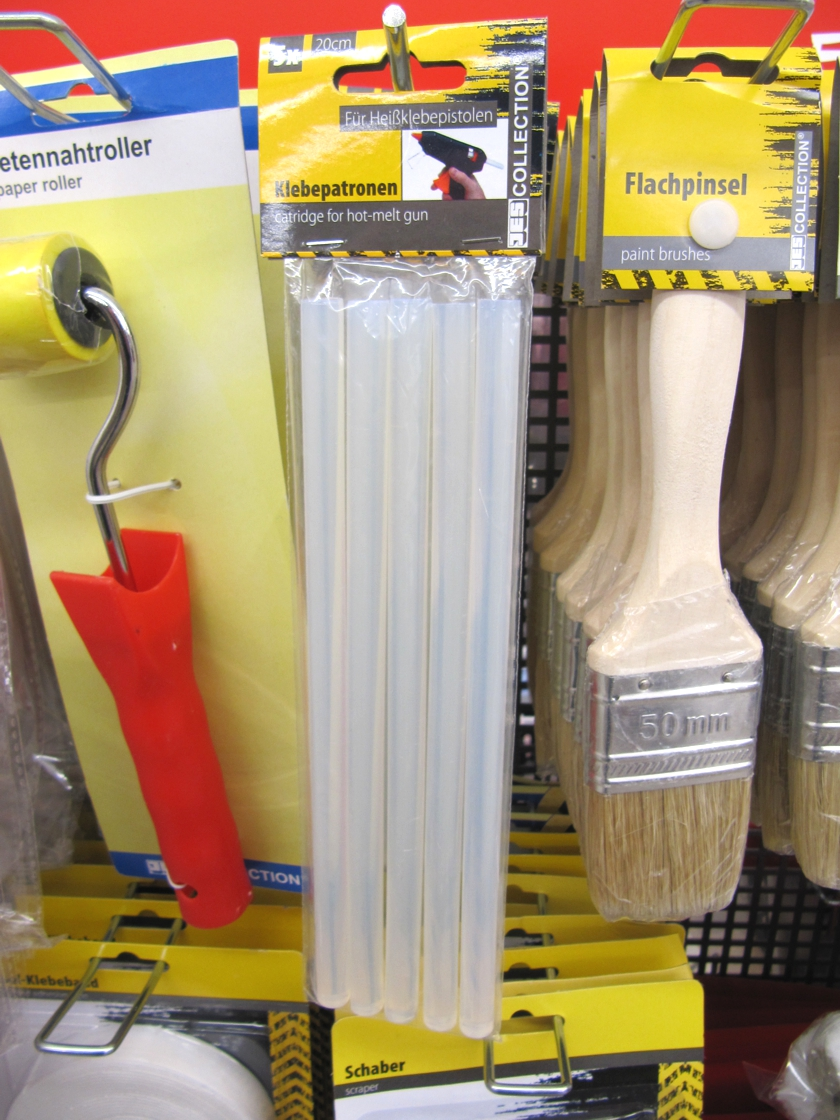
热熔胶棒

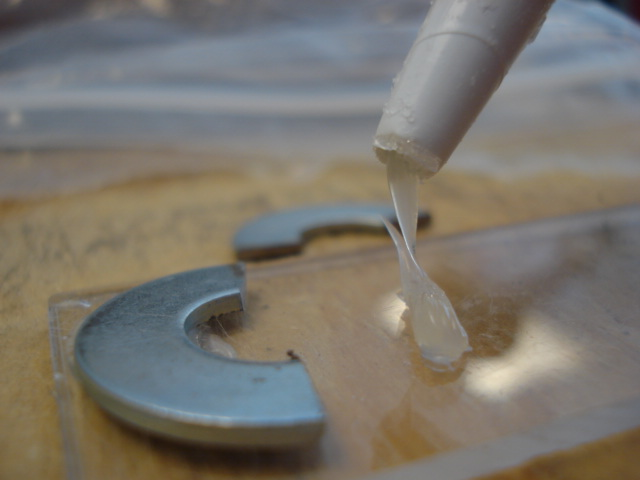
热熔胶的使用

热熔胶是一种可塑性的固体状粘合剂，以热塑性树脂为主要成分，添加增塑剂、增粘树脂、抗氧剂、阻燃剂及填料等成分，经熔融混合制成，具有无毒、无溶剂，运输、存储方便，黏合速度快、强度大等优点。2010年，热熔胶产量约占胶粘剂总产量的 40%。

## 特性
与糨糊、聚醋酸乙烯酯（PVAC）等冷性胶相比，热熔胶在常温下为固体，加热到一定温度时熔融成为流体黏合剂，脱离加热装置后，会迅速冷却固化，黏合速度快。热熔胶通常为无色透明或半透明，棕褐色或彩色的热熔胶可能会降低粘性。热熔胶通常有棒状、颗粒状和薄膜状。

## 分类
传统型热熔胶使用的基本树脂有聚氨酯（PU）、聚酰胺（PA）、聚乙烯（PE）、乙烯／醋酸乙烯（EVA）等多个品种；可生物降解型的热熔胶则可分为聚乳酸型、聚酯酰胺型、聚羟基烷酸酯型和天然高分子型等。
- PA热熔胶以聚酰胺为主要原料，对纺织品、纤维的粘接牢度非常强，耐水洗，广泛应用于服装粘合衬行业。[11][12][13]
- PES热熔胶采用低分子量聚乙烯作树脂原料[14]，价格低，主要应用于纸箱包装、地毯拼缝、汽车地毯衬背、服装衬布粘接等方面[15]。
- EVA热熔胶（英文：Ethylene Vinyl Acetate）是由乙烯（E）及乙烯基醋酸盐（VA）共聚而成。乙烯基醋酸盐（VA content）的含量越高，其透明度、柔软度及坚韧度越高。[16]

## 应用

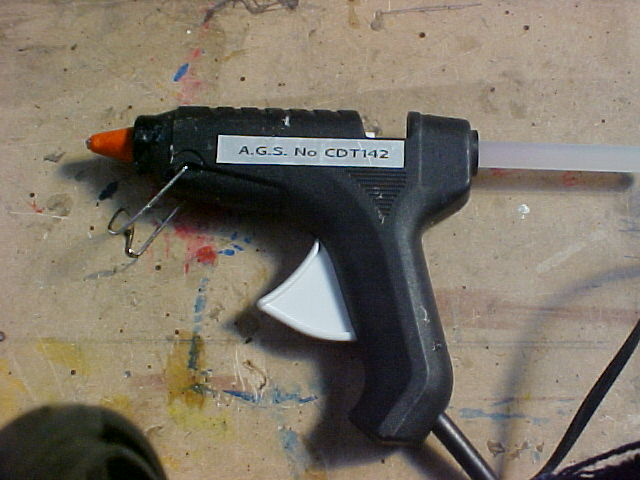
热熔胶枪

热熔胶可以用于粘接木头、塑料、金属等各种材料。使用热熔胶时，只要将胶块或胶棒熔融，然后涂抹在被黏物体上，几秒钟就可以完成黏结固化。
| 种类 | 聚酰胺（PA） | 聚乙烯（PE） | 乙烯/醋酸乙烯酯共聚物（EVA） |
| 温度 | > 200 °C     | 140～200 °C  | ~ 150 °C                     |

### 其他用途
除了原本的黏合用途外，早期熱熔膠條在台湾也被老师用於體罰学生。